# Elecciones al Congreso de los Diputados de abril de 2019 (Granada)
Las elecciones al Congreso de los Diputados de 2019 se celebraron en la provincia de Granada el domingo 28 de abril, como parte de las elecciones generales convocadas por Real Decreto dispuesto el 4 de marzo de 2019 y publicado en el Boletín Oficial del Estado el día siguiente. Se eligieron los 7 diputados del Congreso correspondientes a la circunscripción electoral de Granada, mediante un sistema proporcional (método d'Hondt) con listas cerradas y un umbral electoral del 3%.

## Resultados
Los comicios depararon 3 escaños al Partido Socialista Obrero Español y 1 a Ciudadanos, Podemos-IU-Equo, al Partido Popular y a Vox.
| Candidatura                                                    | Candidatura                                                    | Votos   | %                                       | Escaños                                 |
| -------------------------------------------------------------- | -------------------------------------------------------------- | ------- | --------------------------------------- | --------------------------------------- |
|                                                                | Partido Socialista Obrero Español (PSOE)                       | 176 695 | 33,89                                   | 3                                       |
|                                                                | Partido Popular (PP)                                           | 96 198  | 18,45                                   | 1                                       |
|                                                                | Ciudadanos-Partido de la Ciudadanía (Cs)                       | 90 487  | 17,36                                   | 1                                       |
|                                                                | Vox (Vox)                                                      | 73 542  | 14,11                                   | 1                                       |
|                                                                | Unidas Podemos (Podemos-IU-Equo)                               | 70 941  | 13,61                                   | 1                                       |
|                                                                |                                                                |         |                                         |                                         |
| Partido Animalista Contra el Maltrato Animal (PACMA)           | Partido Animalista Contra el Maltrato Animal (PACMA)           | 5737    | 1,10                                    | 0                                       |
| Partido de Jubilados por el futuro, dignidad y democracia (JF) | Partido de Jubilados por el futuro, dignidad y democracia (JF) | 872     | 0,17                                    | 0                                       |
| Andalucía por el Sí (AxSI)                                     | Andalucía por el Sí (AxSI)                                     | 765     | 0,15                                    | 0                                       |
| Por un Mundo más Justo (PUM+J)                                 | Por un Mundo más Justo (PUM+J)                                 | 605     | 0,12                                    | 0                                       |
| Recortes Cero-Grupo Verde (R0-GV)                              | Recortes Cero-Grupo Verde (R0-GV)                              | 596     | 0,11                                    | 0                                       |
| Partido Comunista de los Trabajadores de España (PCTE)         | Partido Comunista de los Trabajadores de España (PCTE)         | 489     | 0,09                                    | 0                                       |
| Partido Comunista del Pueblo Andaluz (PCPA)                    | Partido Comunista del Pueblo Andaluz (PCPA)                    | 460     | 0,09                                    | 0                                       |
| Izquierda Anticapitalista Revlucionaria (IZAR)                 | Izquierda Anticapitalista Revlucionaria (IZAR)                 | 253     | 0,05                                    | 0                                       |
| Votos válidos                                                  | Votos válidos                                                  | 517 648 | 100,00                                  | 7                                       |
| Votos nulos                                                    | Votos nulos                                                    | 7694    | Participación: · \| \| 75,20 % \| 5,22% | Participación: · \| \| 75,20 % \| 5,22% |
| Votantes                                                       | Votantes                                                       | 529 060 | Participación: · \| \| 75,20 % \| 5,22% | Participación: · \| \| 75,20 % \| 5,22% |
| Electores                                                      | Electores                                                      | 703 524 | Participación: · \| \| 75,20 % \| 5,22% | Participación: · \| \| 75,20 % \| 5,22% |
|                                                                | 75,20 %                                                        |         |                                         |                                         |

## Diputados electos
Relación de diputados electos:
| N.º | Nombre                           | Lista | Lista          |
| --- | -------------------------------- | ----- | -------------- |
| 1   | José Antonio Montilla Martos     |       | PSOE           |
| 2   | Carlos Rojas García              |       | PP             |
| 3   | Francisco Javier Hervías Chirosa |       | Cs             |
| 4   | Elvira Ramón Utrabo              |       | PSOE           |
| 5   | Macarena Olona Choclán           |       | Vox            |
| 6   | Pedro Antonio Honrubia Hurtado   |       | Unidas Podemos |
| 7   | José Antonio Rodríguez Salas     |       | PSOE           |